# تعليم فنون الأداء

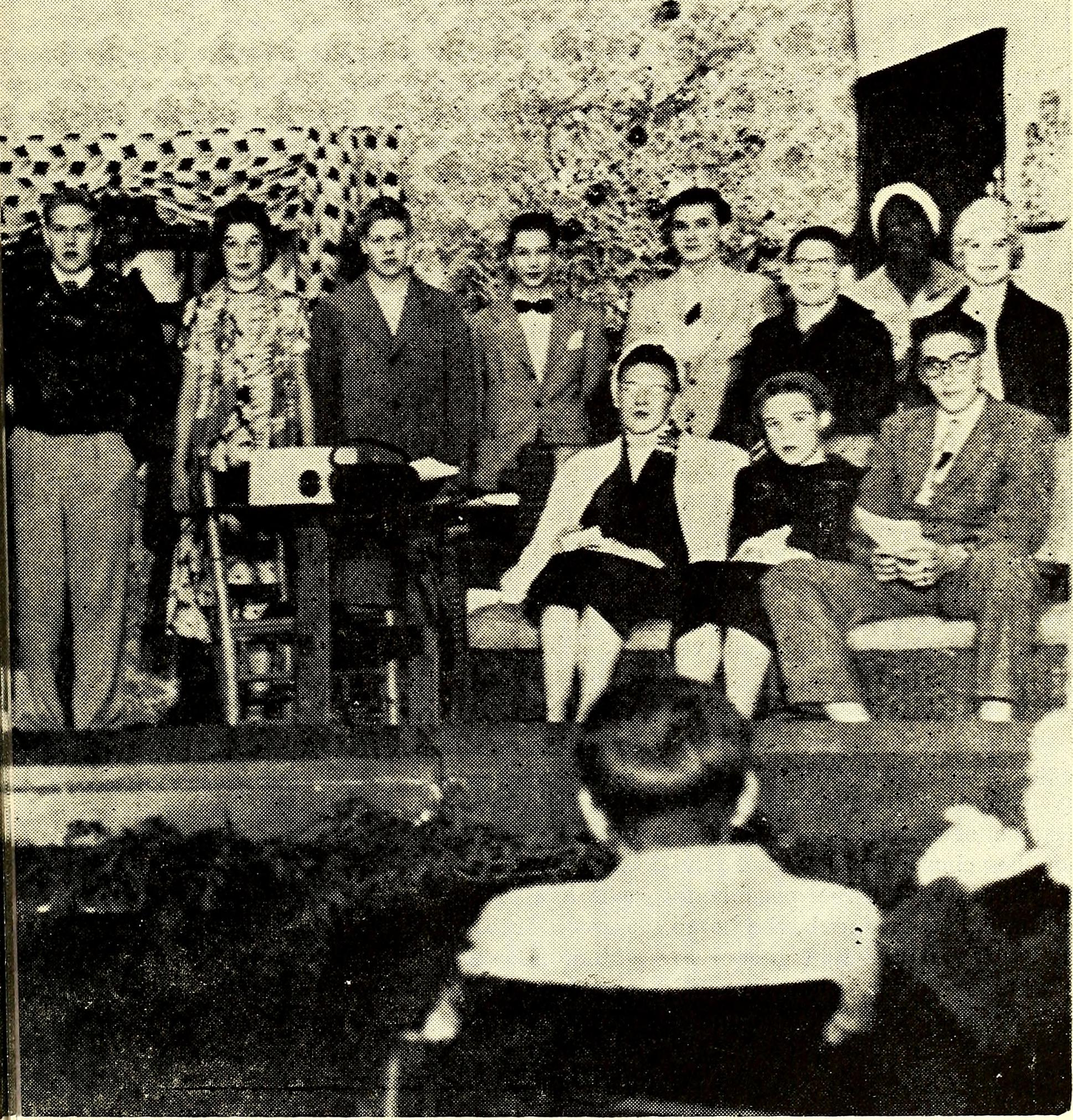
صورة لنموذج تعليم الفنون الأدائية

يعد التعليم في مجال الفنون الأدائية جزءً أساسيًا من العديد من مناهج التعليم الابتدائي والثانوي، وهو متاح أيضًا كتخصص على مستوى التعليم فوق الثانوي. الفنون الأدائية، التي تشمل على سبيل المثال لا الحصر الرقص والموسيقى والمسرح، هي عناصر أساسية للثقافة وتشرك المشاركين على عدد من المستويات.
تختلف نقطة النهاية لتعليم فنون الأداء: يقوم بعض المعلمين بدمج الفنون في الفصول الدراسية لدعم المناهج الأخرى مع بناء المهارات الفنية للطلاب في نفس الوقت، ويركز البعض على الفنون الأدائية كنظام أكاديمي بحد ذاته.